# Kanton Nantes-1

Lage des Kantons Nantes-1 innerhalb der Stadt Nantes

Der Kanton Nantes-1 (bretonisch Kanton Naoned-1) ist seit 1790 ein französischer Wahlkreis im Arrondissement Nantes, im Département Loire-Atlantique und in der Region Pays de la Loire.

## Geschichte
Der Kanton entstand 1790. Durch Aufteilung der Stadt Nantes verkleinerte sich sein Gebiet stetig. In seiner heutigen Form entstand er bei der Neueinteilung der französischen Kantone im Jahr 2015.

## Lage
Der Kanton liegt im Zentrum des Départements Loire-Atlantique.
Der Kanton Nantes-1 umfasst zentrale Viertel der Stadt Nantes; genauer die Quartiere Bouffay, Lombarderie, Saint-Félix und Saint-Pasquier im Stadtzentrum.
Der alte Kanton Nantes-1 besaß vor 2015 den INSEE-Code 4420.

## Politik
Im 1. Wahlgang am 22. März 2015 erreichte keines der sieben Wahlpaare die absolute Mehrheit. Bei der Stichwahl am 29. März 2015 gewann das Gespann Vincent Danis/Fabienne Padovani (beide PS) gegen Xavier Fournier/Anne-Sophie Guerra (beide Union de la Droite) mit einem Stimmenanteil von 52,64 % (Wahlbeteiligung:48,4 %).
| Vertreter im conseil général des Départements | Vertreter im conseil général des Départements | Vertreter im conseil général des Départements |
| Amtszeit                                      | Name                                          | Partei                                        |
| --------------------------------------------- | --------------------------------------------- | --------------------------------------------- |
| 2015–                                         | Vincent Danis Fabienne Padovani               | PS                                            |